# Sonja Lumme
Sonja Maria Lumme, född 6 oktober 1961 i Kristinestad, är en finländsk popsångerska och programledare. Hon är gift med operasångaren Arne Nylander.
Lumme slog igenom på allvar på 1980-talet, då hon tecknade ett skivkontrakt med JP-Musik. Debutalbumet Anna olla vapaa släpptes 1983. Hon deltog för första gången i den finländska uttagningen till Eurovision Song Contest år 1984, då hon framförde bidragen Sut vain, Muistojen taulut och Laulajan tie; som kom på femte-, sjätte- respektive elfte plats. Hon återkom till tävlingen året därpå med bidragen Mulle rakkauden kevät toi och Eläköön elämä och vann med den senare. Hon representerade därmed Finland i Eurovision Song Contest 1985 i Göteborg och hamnade på en niondeplats med 59 poäng. Hon deltog därefter flera gånger i den finländska uttagningen till tävlingen. Hon återkom 1986, då hon kom på en sjätteplats (av nio tävlande) med låten Tappavat kyyneleet, och 1988 då hon kom på en tiondeplats (av tolv tävlande) med låten Vielä jaksan odottaa. Hon deltog 1989 med låten Rakkauden laulut och kom på femteplats (av tio tävlande), samt 1992 med låten Rakkauden Boulevardi och hamnade då på en tredjeplats.
För närvarande är Lumme programledare för trädgårdsprogram på MTV3 (sedan 2008) och Radio Nova (sedan 2011).
Den finlandssvenska sakboksförfattaren Paula Wilson är hennes syster.

## Diskografi
- Anna olla vapaa  (JP-Musiikki, 1983)
- Päivä ja yö  (JP-Musiikki, 1984)
- Easy Life  (JP-Musiikki, 1985)
- Sonja  (Finnlevy, 1990)
- Sonja ja Timo  (Inmusic, 1998)
- Kissanainen  (Inmusic, 2003)
- Meri ja tuuli  (Inmusic, 2007)